# 21465 Michelepatt
21465 Michelepatt è un asteroide della fascia principale. Scoperto nel 1998, presenta un'orbita caratterizzata da un semiasse maggiore pari a 2,2690746 UA e da un'eccentricità di 0,1125077, inclinata di 4,92901° rispetto all'eclittica.